# Lenácio Rômulo Romúlio
Lenácio Rômulo Romúlio (em latim: Laenatius Romulus signo Romulius) foi um oficial romano do século IV, ativo durante o reinado do imperador Constantino (r. 306–337). Sua existência é atestada em algumas inscrições da Tripolitânia. Segundo elas, foi homem perfeitíssimo e presidente da Tripolitânia e retor da província em 324/326.